# Hemky Madera
Hemky Madera (New York, 26 gennaio 1977) è un attore dominicano.

## Filmografia

### Cinema
- The Lost City, regia di Andy Garcia (2005)
- Spider-Man: Homecoming, regia di Jon Watts (2017)
- Pupazzi senza gloria (The Happytime Murders), regia di Brian Henson (2018)

### Televisione
- Law & Order: Criminal Intent - serie TV, episodio 3x10 (2004)
- The Shield - serie TV, episodio 5x05 (2006)
- Brothers & Sisters - Segreti di famiglia (Brothers & Sisters) - serie TV, episodio 1x02 (2006)
- My Name Is Earl - serie TV, episodio 4x05 (2008)
- Weeds - serie TV, 17 episodi (2008-2010)
- NCIS: Los Angeles - serie TV, episodio 3x08 (2011)
- Ash vs Evil Dead - serie TV, 4 episodi (2015-2018)
- Bosch - serie TV, 2 episodi (2015)
- Regina del Sud (Queen of the South) - serie TV, 55 episodi (2016-2021)

## Doppiatori italiani
Nelle versioni in italiano delle opere in cui ha recitato, Hemky Madera è stato doppiato da:
- Mario Brusa in Law & Order: Criminal Intent
- Fabrizio Picconi in The Shield
- Roberto Draghetti in Burn Notice - Duro a morire
- Edoardo Siravo in Blue Bloods
- Stefano Thermes in Regina del Sud
- Diego Suarez in Spiderman: Homecoming
- Dario Oppido in The Good Doctor
- Stefano Mondini in Criminal Minds
- Stefano Alessandroni in Avvocato di difesa - The Lyncoln Lawyer

Da doppiatore è stato doppiato da:
- Mario Scarabelli in Uncharted 4 - Fine di un ladro